# Schronisko pod Strażnicą
Schronisko pod Strażnicą – schronisko w skale Strażnica Przewodziszowice w dawnej wsi Przewodziszowice (obecnie część miasta Żarki) w województwie śląskim, w powiecie myszkowskim. Jest to teren Wyżyny Częstochowskiej w makroregionie Wyżyna Krakowsko-Częstochowska.

## Opis obiektu
Schronisko znajduje się w południowo-zachodniej części skały i ma trzy otwory. Główny otwór o północnej ekspozycji ma trójkątny kształt, wysokość 8 m i u podstawy szerokość 3 m. Znajduje się na szczelinie, a jego prawa część zawalona jest dużymi i zaklinowanymi blokami skalnymi. Od otworu w lewo i nieco skośnie odchodzi niedostępna szczelina o wysokości około 8 m, po drugiej stronie skały wychodząca na wysokości 5–7 m drugim otworem. Dostać się do niego można wspinaczką o trudności IV w skali francuskiej.
Schronisko powstało na pęknięciu skały w wapieniach jurajskich. Jego ściany pokryte są czarnym nalotem, brak nacieków, w pobliżu otworów rosną rośliny ruderalne. Namulisko jaskiniowe jest próchniczne i ma dużą miąższość.
Po raz pierwszy schronisko opisał w 2010 r. M. Czepiel, jego plan opracowali M. Czepiel, J. Zygmunt.

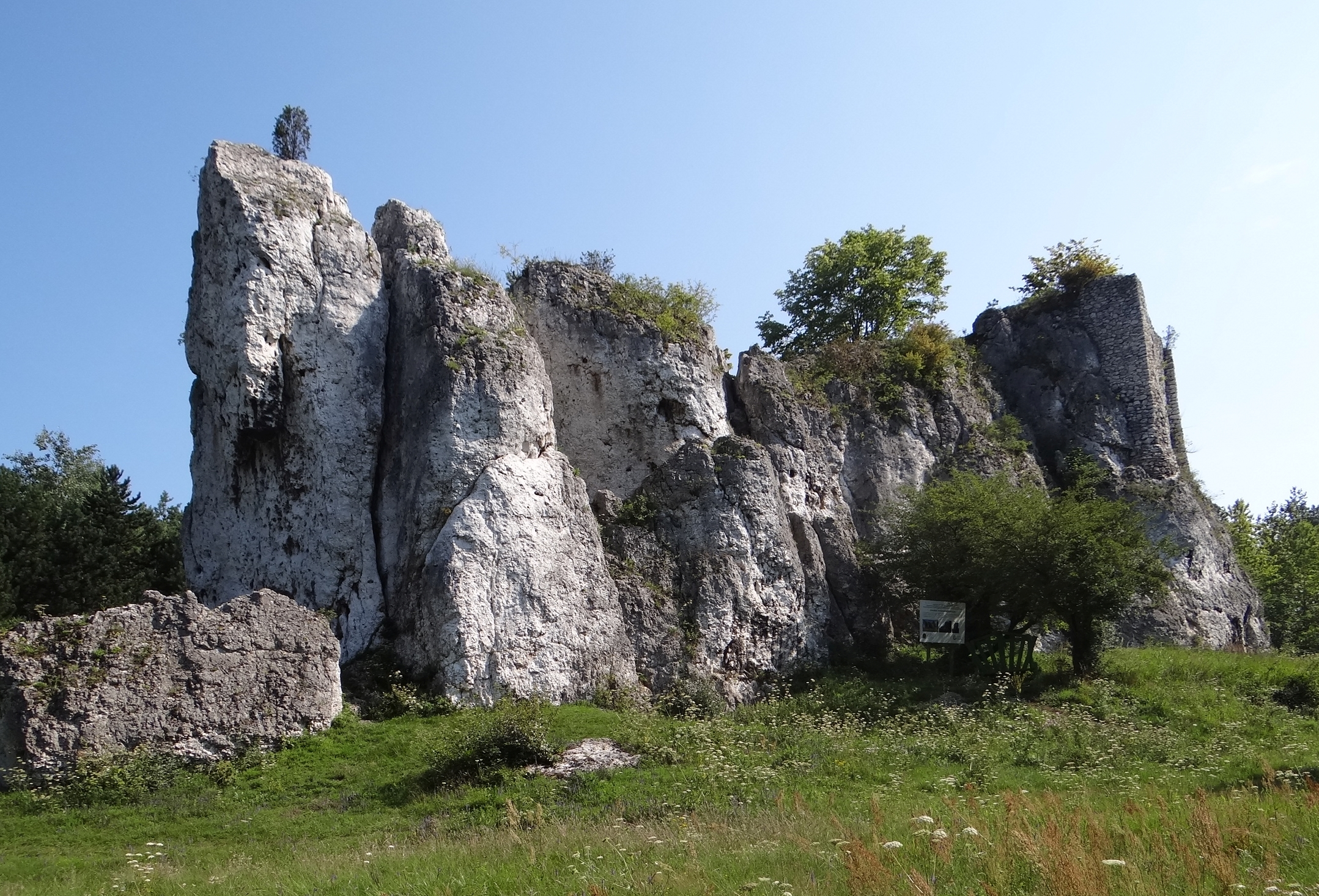
Strażnica Przewodziszowice
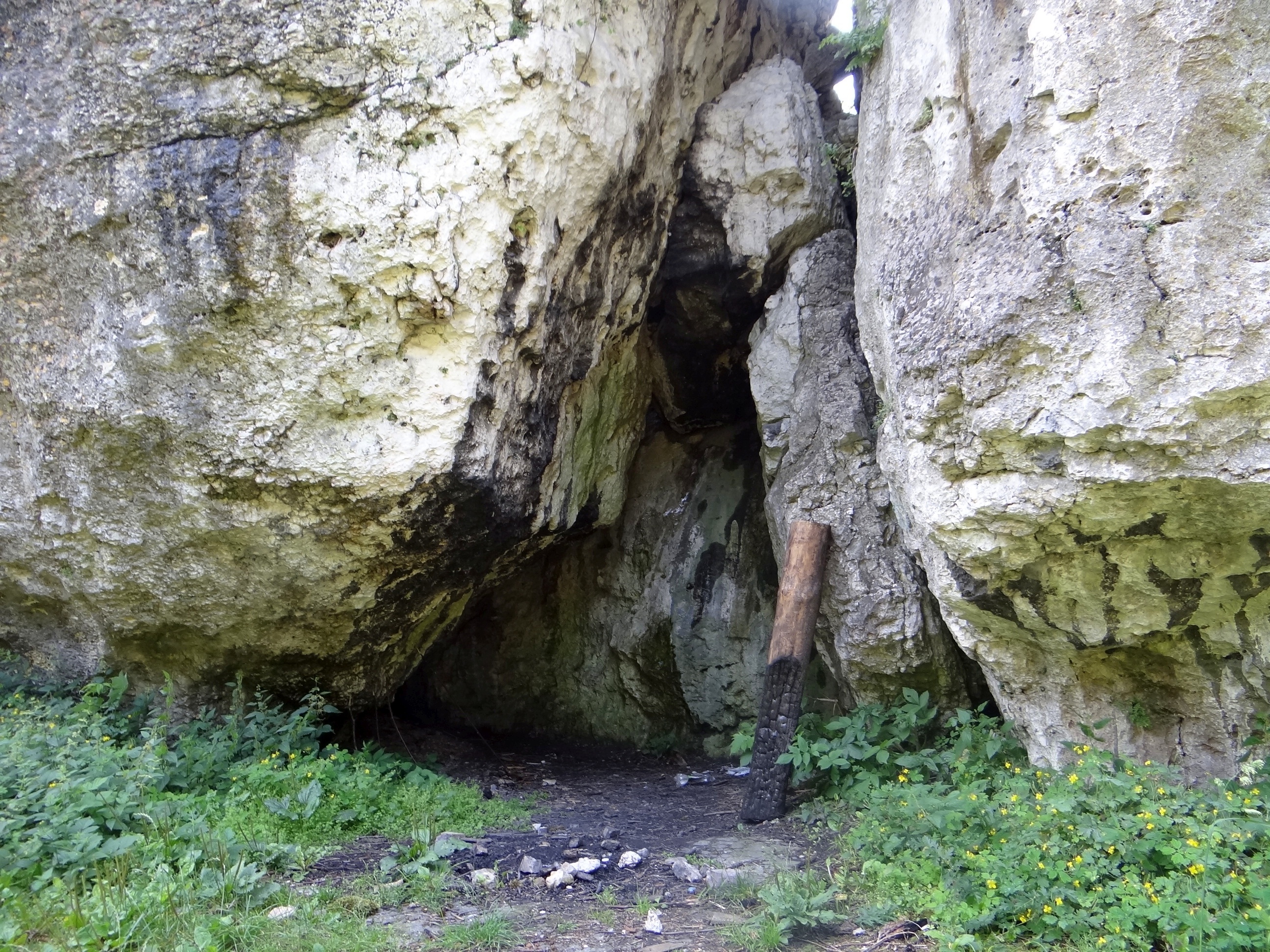
Otwór schroniska
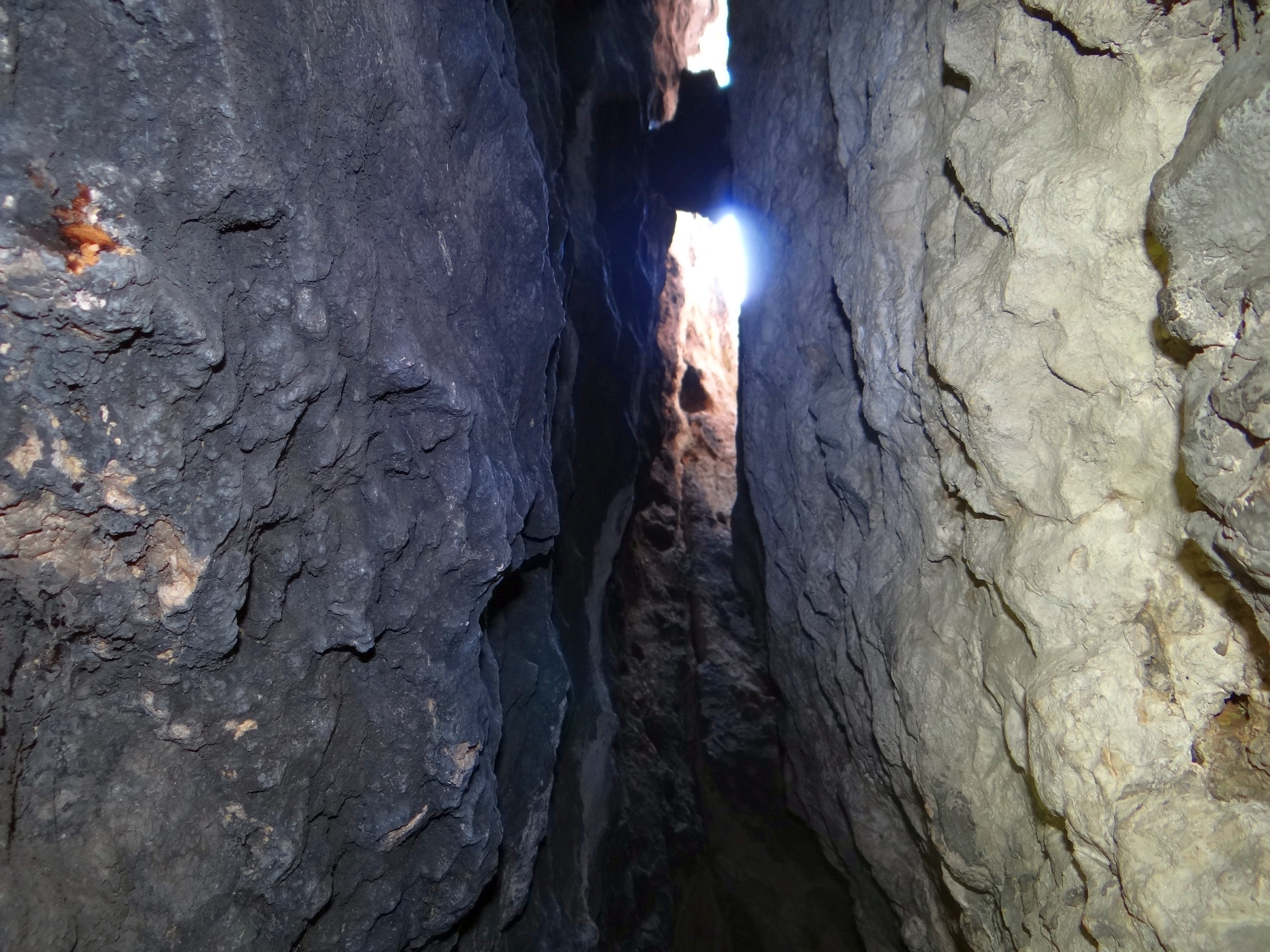
Szczelina
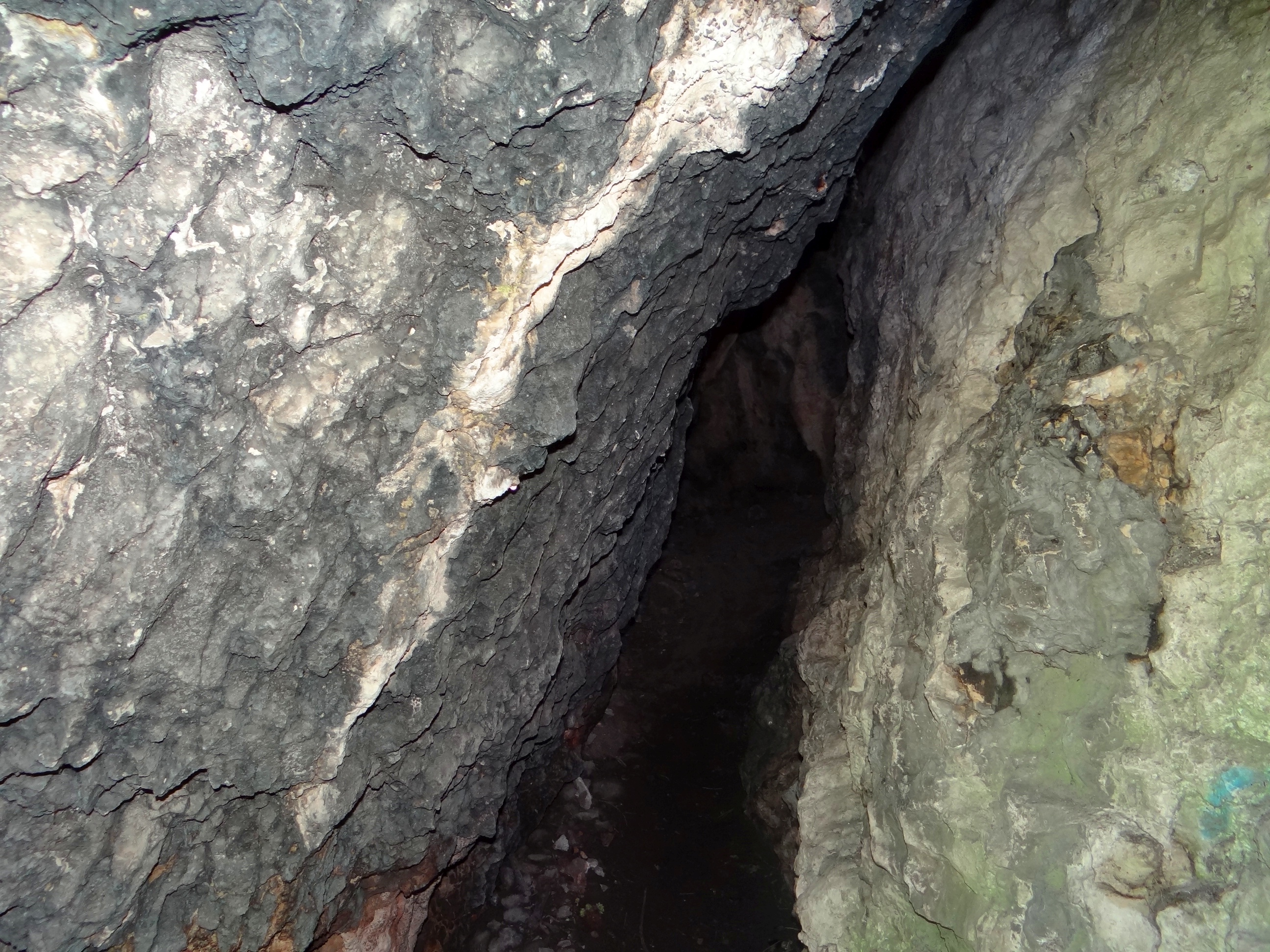
Szczelina